# 東京都市大学付属中学校・高等学校
東京都市大学付属中学校・高等学校（とうきょうとしだいがくふぞくちゅうがっこう・こうとうがっこう、英称: Tokyo City University Junior and Senior High School）は、東京都世田谷区成城に所在し、中高一貫教育を提供する私立男子中学校・高等学校。
高等学校において生徒を募集しない完全中高一貫校。
東京都市大学の付属学校であり、東急グループに属する。

## 概要
前身は武蔵工業大学付属中学校・高等学校であり、「工業」という名が付いていたが、工業科はなく普通科のみが設置されていた。生徒数は全校で1500人程度。2007年（平成19年）6月に最新の設備を施した新校舎が完成した。
2009年4月1日から武蔵工業大学が東横学園女子短期大学との統合に伴い東京都市大学に改称されたことから、当校も東京都市大学付属中学校・高等学校に名称が変更された。また校章とは別に、系列校と共に使用するシンボルマーク・ロゴタイプ・コミュニケーションマークが新たに制定された。パンフレットや広告などの広報物には、シンボルマークとロゴタイプを組合せたロゴが主に使われる。また校舎の外壁にはロゴタイプが掲げられている。

### 建学の精神
東京都市大学の「公正、自由、自治」を建学の精神として掲げている。

## 沿革
- 1947年（昭和22年）4月 - 財団法人玉川女子行学園が正和中学校設置。
- 1951年（昭和26年）1月 - 財団法人玉川女子行学園を学校法人玉川正和行学園に改称。
- 1951年（昭和26年）3月 - 学校法人武蔵工業学園が武蔵工業大学内（現：東京都市大学9号館）に武蔵工業学園高等学校開設。
- 1952年（昭和27年）4月 - 武蔵工業学園高等学校に定時制課程を設置。
- 1953年（昭和28年）12月 - 学校法人武蔵工業学園を学校法人武蔵工業大学に改称し、武蔵工業学園高等学校を武蔵工業大学付属高等学校に改称。
- 1955年（昭和30年）3月 - 学校法人武蔵工業大学と学校法人東横学園が合併し、学校法人五島育英会に改称。
- 1956年（昭和31年）9月 - 学校法人玉川正和行学園が学校法人五島育英会と合併し、正和中学校を武蔵工業大学付属中学校に改称。
- 1957年（昭和32年）9月 - 武蔵工業大学付属中学校を武蔵工業大学内に移転。
- 1964年（昭和39年）4月 - 現在地に移転。
- 1965年（昭和40年）4月 - 武蔵工業大学付属高等学校の定時制課程を廃止。
- 2006年（平成18年）7月 - 新校舎竣工。
- 2007年（平成19年）4月 - グラウンド完成。
- 2009年（平成21年）4月 - 東京都市大学付属中学校・高等学校へ校名変更。
- 2010年（平成22年）4月 - 高等学校での生徒募集停止。完全中高一貫校化。
- 2013年（平成25年）4月 - 入試・クラス編成がⅠ類（難関国公立私大）・Ⅱ類（最難関国公立大）制へ移行
- 2020年 (令和3年)　4月 - 統一端末配布。

## 基礎データ

### 所在地
- 東京都世田谷区成城一丁目13番1号

### アクセス
- 小田急小田原線成城学園前駅より徒歩10分
- 東急バス・小田急バス「東京都市大付属中高前」バス停下車すぐ
  - 二子玉川駅より玉07・玉31系統
  - 渋谷駅より渋24系統
  - 等々力駅より等12系統
  - 用賀駅より用06系統

### 象徴

#### 校歌
校歌「アルマ・マタの歌」は作詞を菊岡久利、作曲を團伊玖磨が務めている。

#### シンボルマーク
シンボルマークは2009年、武蔵工業大学が東京都市大学に改称されたことに伴い制定された。「都市」の“Ｔ”を図案化したもので、サステナブルな明るい未来を見通す「窓」や、そうした社会を実現するための「知恵のフキダシ」を表している。

#### 制服
開学時から大きな変化はないが、現在の制服は2021年度にモデルチェンジされた。
- 冬服 - 黒の詰襟学生服（標準型学生服） ※校章入りボタンが5個（中学は銀色、高校は金色）。胸ポケット上部左にシンボルマークの刺繍が入っている。
- 夏服 - 白の半袖ワイシャツ ※胸ポケットに校章の刺繍が入っている。当初は入学した年で校章が3色（赤・青・灰色）に色分けされ、中・高で別表記だったが、2021年度より全学年が水色でTCUの表記に統一されている。

オプションとしてセーターと白のポロシャツがある。

## 学校行事
- 4月 - 入学式、高校体育祭
- 5月 - 多摩川徒歩ラリー（中学1・2年）
- 6月 - 中学体育祭
- 7月 - 林間学校（中学1年、長野・蓼科）、夏期講習
- 8月 - ニュージーランド(高校1年)・マレーシアホームステイ(中学3年)(どちらも希望制）、夏季学習合宿（高校1・2年の成績優秀者、希望制）
- 9月 - 柏苑祭、体験旅行（中学2年、群馬）
- 10月 - 創立記念日
- 11月 - 生徒会役員選挙、中期修了論文発表会（高校1年）、キャリアスタディ発表会（中学3年）
- 12月 - 中学2年スキー教室（希望制）、冬期講習
- 1月 - 中学入試（帰国生）
- 2月 - 中学入試（一般・グローバル）、弁論大会（中学1・2年）
- 3月 - 卒業式、研修旅行（中学3年・高校1年）、春期講習

### 柏苑祭（はくえんさい）
開催2日前から準備期間が始まり、9月下旬または10月上旬の土・日曜日に行われる文化祭。柏苑祭執行委員会が主に計画。最終日の夕方には宴夜祭が開かれる。名前の由来は校章の柏の葉から。中学1年から高校2年までの学年委員会とほとんどの文化部、また一部の運動部が参加する。学校教員によって各参加団体の展示を評価し、特に優秀だった展示をした団体を「柏苑祭賞」として表彰している。2024年の開催で66回目となる。
来場者数は例年1万人ほどだが、2020年と2021年は新型コロナウイルスの感染拡大に伴い生徒のみが参加し一日のみの縮小開催、2022年は一般の参加者は事前予約した方のみであった。また2018年と2019年は台風の影響で日程を短縮した縮小開催となっているため、2017年から通常開催ができていなかったが、2024年に宴夜祭が復活したことで通常開催が実現した。

### 体育祭
中学と高校で別々の日程で行われる。中学では綱引き、騎馬戦などの選択種目、全員リレーや、８の字とびなどの全員種目が行われる。通常の競技が行われ、高校では球技を中心に行われる。

### 研修旅行
中学3年と高校1年の年度末に行われる、いわゆる修学旅行。中学3年は3泊4日で京都と奈良へ行く。高校1年は、2015年度までは行き先は沖縄のみであったが、2016年度から東京都市大学グループの教育目標に基づき、沖縄に加えて北米も選択できるようになった。

### 多摩川徒歩ラリー
1964年に現在地に移転するまで多摩川のほとりに位置していたことから、学校の歴史と密接な関わりを持つ多摩川を中学1・2年の2年間をかけて下流から上流まで踏破しようという目的で始まった。中学1年は和泉多摩川から多摩川台公園までの下流コースを、中学2年は奥多摩湖を目指す上流コースを歩く。

## 学校施設
- アルママタ・ホール - 最大1100人収容可能なホール[9]。「アルママタ」とはラテン語で「母校」を意味する。
- サイエンス・ギャラリー - 化学、物理、生物の実験教室が6教室と理科講義室が並んでいる。
- グラウンド - 照明付きの全面人工芝グラウンド。トラックは1周200m。

### 総合グラウンド
2010年6月に開設された。所在地は東京都世田谷区鎌田1-16-1。
- 野球場1面 - 両翼90m、中堅100m
- テニスコート4面
- 多目的グラウンド1面 - テニスコート9面としての利用も可能
- クラブハウス2棟

## 部活動
- 中学硬式野球部は全国的に珍しく東京都市大付属ボーイズとしてボーイズリーグに参加している[11][12]。

### 運動部
- アイスホッケー部（中学は同好会）
- アメリカンフットボール部（高校のみ）
- 空手道部（高校のみ）
- 競技スキー部
- 剣道部
- 硬式野球部
- ゴルフ部
- サッカー部
- 少林寺拳法部
- 柔道部
- 水泳部
- 卓球部
- テニス部
- 軟式野球部
- ハンドボール部（高校のみ）
- バスケットボール部
- バドミントン部
- フットサル部（高校のみ）
- フラッグフットボール部（中学のみ）
- 陸上部
- 自転車部（高校のみ）

### 文化部
- エレクトロニクス研究部
- 軽音楽部（高校のみ）
- 将棋部
- 自動車部
- 吹奏楽部
- 生物研究部
- 鉄道研究部
- 天文部
- 美術部
- マルチメディア研究部

## 学校関係者と組織

### 関連団体
- むさこう - 同窓会の名称。1976年（昭和51年）設立。2009年からキャリアスタディへの協力を行っている[13]。

### 関係者一覧

#### 教職員
- 荒川大太郎 - 1952年から1955年まで校長を務めた。
- 五十嵐勲 - 2006年から2012年まで校長を務めた。
- 小村達彦 - 数学科教諭。1988年の赴任以来、鉄道研究部の顧問を務める。
- 小室宏二 - 元体育教諭。
- 長野雅弘 - 2018年から2020年まで校長を務めた。
- 八木秀次 - 1955年から1960年まで校長を務めた。
- 山田良之助 - 1960年から1961年まで校長を務めた。

#### 出身者
- 安斉龍介 - ミュージシャン / LAST ALLIANCE
- 稲垣智彦 - レーシングドライバー
- 大岩湛矣 - 株式会社トムス代表取締役社長、日本自動車レース工業会（JMIA）会長
- 川瀬泰雄 - 音楽プロデューサー、作曲家、ギタリスト
- 久米宏（中学のみ） - フリーアナウンサー、タレント、ドイツ親善大使
- 佐野森吾 - ミュージシャン / LAST ALLIANCE
- 周防正行 - 映画監督、脚本家
- 高中正義 - ギタリスト、音楽プロデューサー、作曲家
- 坪内悟 - 俳優、放送作家、元ニッポン放送ディレクター
- 手塚貴晴 - 東京都市大学教授、建築家、手塚建築研究所共同主宰
- 中村尚史 - 元プロ野球選手（米マイナー、独立リーグ）
- 並木秀介 - 俳優
- 土師孝也 - 俳優、声優、演出家
- 松村孝彦 - ミュージシャン / LAST ALLIANCE
- 宮原慶太 - ピアニスト、作曲家、編曲家
- 三吉央起 - 元プロ野球選手（独立リーグ）
- 森敦司 - 映画監督、映像ディレクター、カメラマン、ロードレーサー
- 吉目木晴彦 - 小説家

## 関連校
- 学校法人五島育英会
  - 東京都市大学
  - 東京都市大学塩尻高等学校
  - 東京都市大学等々力中学校・高等学校
  - 東京都市大学付属小学校
  - 東京都市大学二子幼稚園
- 姉妹校
  - ロスミニ校（英語版）
  - ケルストン校（英語版）
  - リストン校（英語版）
  - セント・ピーターズ校
  - ホワリアン校（マレー語版）